# Rêves (film, 1993)
Pour les articles homonymes, voir Rêves et Dream.
Pour plus de détails, voir Fiche technique et Distribution.
Rêves (Сны) est un film russe réalisé par Alexandre Borodianski et Karen Chakhnazarov, sorti en 1993,.

## Synopsis
Une comtesse sous l'empire russe en 1893 fait des rêves étranges, presque divinatoires : elle est transposée en 1993 dans une Russie en pleine déliquescence, devenant, selon les épisodes, une putschiste, la ministre de l'économie ou une participante à un spectacle de charme…

## Fiche technique
- Photographie : Boris Brojovski
- Musique : Anatoli Kroll
- Décors : Leonid Svintsitski, Vera Romanova
- Montage : Lidia Milioti, Irina Kojemiakina